# 摺鉢山古墳
摺鉢山古墳（すりばちやまこふん）は、東京都台東区上野公園にある古墳。形状は前方後円墳。紫竹川古墳群を構成する古墳の1つ。史跡指定はされていない。

## 概要
東京都区部中心部、武蔵野台地突端部の上野台地に築造された古墳である。「摺鉢山」の名称は、墳丘の形状がすり鉢を伏せたように見えることによる。かつては墳丘上に五条天神（文明19年（1487年）には鎮座）・清水観音堂（寛永8年（1631年）建立、元禄年間（1688-1703年）移転）が所在し、墳丘は破壊を受けている。これまでに発掘調査は実施されていない。
墳形は前方後円形で、前方部を西方向に向ける。墳丘外表で葺石は認められていないが、埴輪片が採集されている。埋葬施設など詳細は明らかでない。
なお、かつては本古墳を中心として円墳群（桜雲台古墳・蛇塚古墳・表慶館古墳など）が分布したが、現在までにいずれも消滅している。

## 墳丘

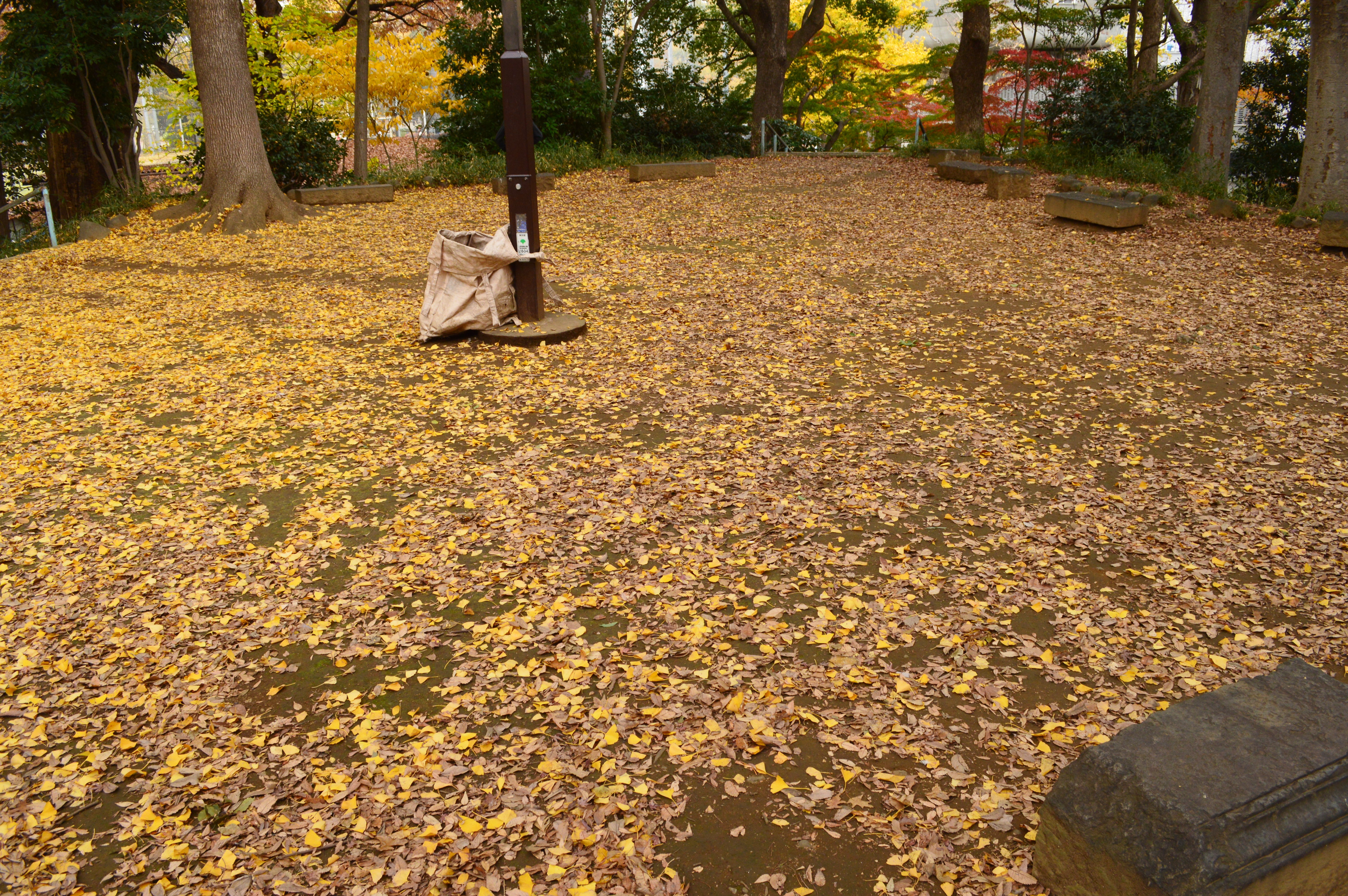
後円部墳頂

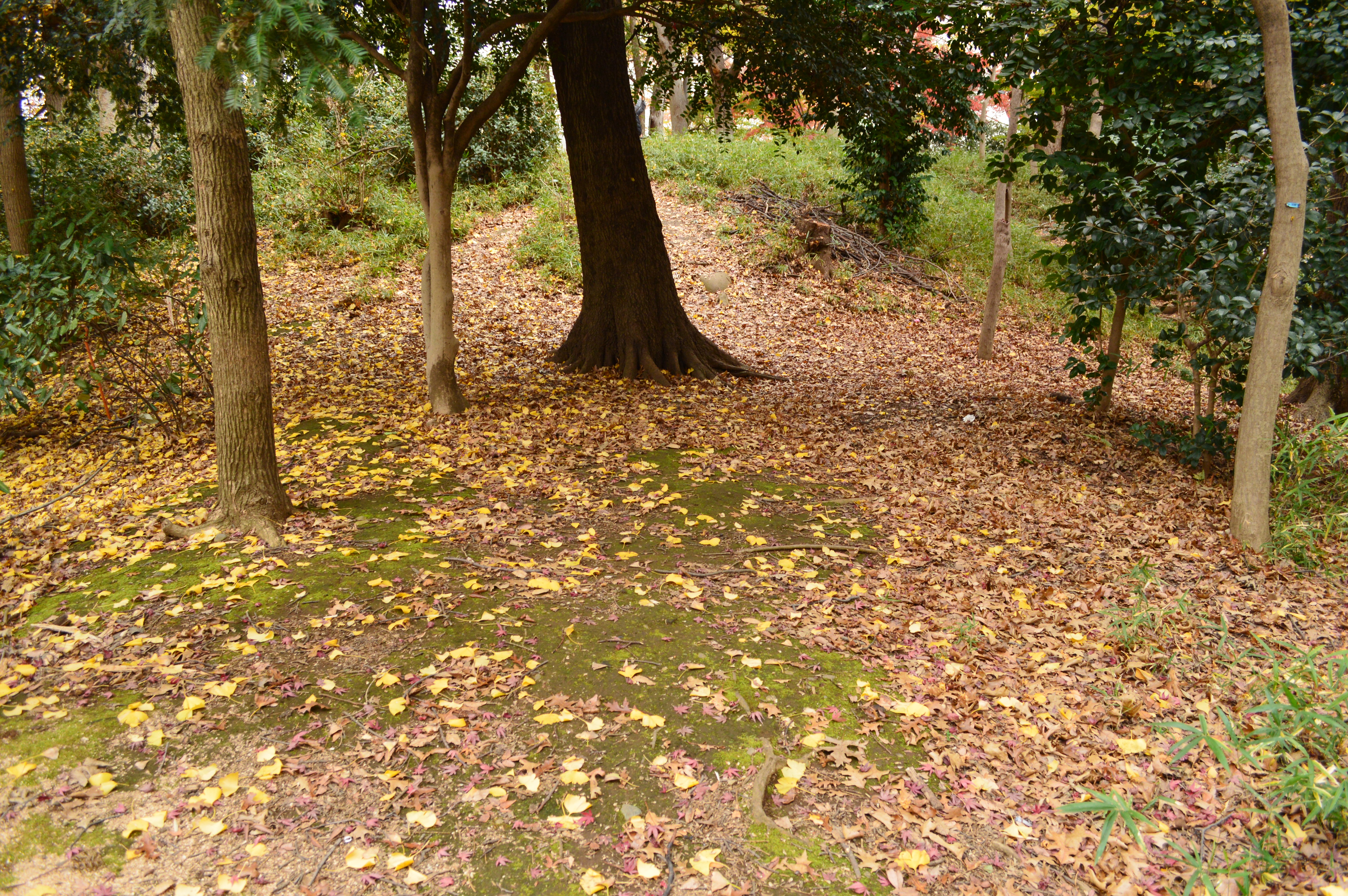
前方部から後円部を望む
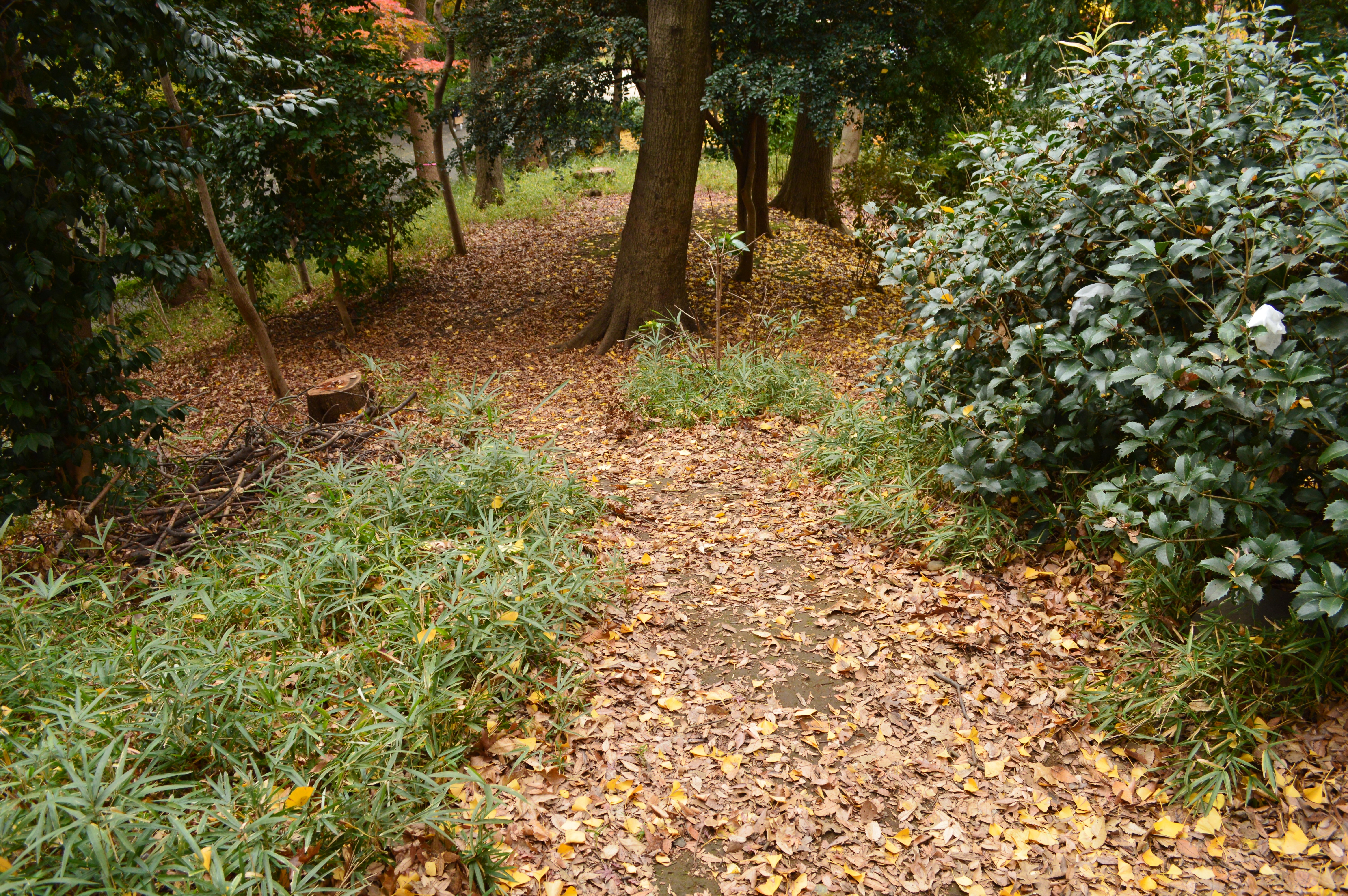
後円部から前方部を望む

墳丘の規模は次の通り（現存規模）。
- 墳丘長：70メートル
- 後円部 
  - 直径：43メートル
  - 高さ：5メートル
- 前方部
  - 幅：23メートル

- 前方部から後円部を望む
- 後円部から前方部を望む